# باخن (اسم)
بَاخِن هو اسم علم مذكر من أصل عربي، ومعناه هو الرجل الطويل.